# Did I Let You Know
Singles de Red Hot Chili Peppers
Monarchy of Roses
(2011) Look Around
(2012)
Did I Let You Know est le troisième single de l'album I'm with You des Red Hot Chili Peppers. Il a pourtant seulement été publié au Brésil où il passa fréquemment à la radio et obtint une certaine popularité. Le single n'a pas eu de sortie physique par contre, ni de pochette spéciale. Une vidéo réalisé par des fans brésiliens du groupe a été publié et montré à un plus grand public le 19 mars 2012 sur MTV Brasil. Même s'il ne s'agit point d'une vidéo officielle du groupe, celui-ci a reconnu les efforts de leurs fans et ont commenté le projet de manière très favorable.